# Турин, Виктор Александрович
Виктор Александрович Турин (1895—1945) — советский режиссёр, актёр.

## Биография
Родился в 1895 году в Санкт-Петербурге, учился в театральной школе. В 1912 году уехал к родственникам в Бостон (США). Окончил Массачусетский технологический институт (1913—1916). В течение пяти лет работал в Голливуде как либреттист и актёр.
В 1923 году вернулся на родину. В 1924—1927 годах работал в украинской кинематографии. Создал фильмы «Свет восьми Октябрей» в 1925. Первый художественный фильм «Борьба гигантов» (по сценарию С. Лазурина) в 1926 году, «Провокатор» (по роману О. Досвитного «Нас было трое») в 1928 году. Позже переехал в Москву, где снял документальные фильмы «Турксиб» (1929), «Бакинцы» (1938). в 1943—1945 — старший консультант «Союзинторгкино». Умер в 1945 году. Похоронен на Донском кладбище.